# Марцін Нєв'яра
Марцін Пйотр Нєв'яра (пол. Marcin Piotr Niewiara, 2 квітня 1981, Вроцлав) — польський бобслеїст, розганяючий, виступає за збірну Польщі з 2006 року. Брав участь у зимових Олімпійських іграх у 2010 році. Багаторазовий переможець національних першостей та кубків Європи.
У Ванкувері, під пілотуванням Давіда Купчика, його двійка фінішувала шістнадцятою, а четвірка — чотирнадцятою.